# Hate It or Love It
Hate It or Love It (englisch für „hasse es oder liebe es“) ist ein Lied des US-amerikanischen Rappers The Game, das er zusammen mit dem Rapper 50 Cent aufnahm. Der Song ist die dritte Singleauskopplung seines Debütalbums The Documentary und wurde am 28. Januar 2005 veröffentlicht.

## Inhalt
| Liedteil   | Künstler             |
| 1. Strophe | 50 Cent              |
| Refrain    | 50 Cent und The Game |
| 2. Strophe | The Game             |
| 3. Strophe | 50 Cent und The Game |

Hate It or Love It handelt vom sozialen Aufstieg aus dem kriminellen Milieu zum gefeierten Rapstar. So berichtet 50 Cent in der ersten Strophe über seine Kindheit und Jugend im Ghetto, wo er ohne Vater aufwuchs, mit Drogen dealte und davon träumte, reich zu sein. Im Refrain heißt es, dass nun die ehemaligen Underdogs an der Spitze des Rap seien, die sich nicht mehr unterkriegen ließen und man sie daher lieben oder hassen solle. 

„Hate it or love it, the underdog’s on top

And I’m gon’ shine, homie, until my heart stop

Go ’head envy me, I’m rap’s M.V.P

And I ain’t going nowhere, so you can get to know me“

In der zweiten Strophe rappt The Game über seine kriminelle und von Gewalt geprägte Vergangenheit als Gangmitglied der Bloods in Compton, wogegen er nun reich sei und teure Autos, Kleidung und Schmuck besitze. Die dritte Strophe behandelt schließlich beide Seiten des Lebens. So rappt 50 Cent, dass es neben Gewinnern auch viele Verlierer gebe, deren Welt kalt und voller Schmerz sei. The Game erzählt, dass er für sich und seine Mutter ausgesorgt habe und manche Leute im Reichtum schwimmen, während andere Kinder hungerten und ausgesetzt würden. Zuletzt dankt er seiner Mutter, dass sie ihn auf die Welt gebracht hat.

## Produktion
Hate It or Love It wurde von dem US-amerikanischen Musikproduzenten-Duo Cool & Dre produziert. Dabei verwendeten sie ein Sample des Songs Rubber Band von der US-amerikanischen Soul-Gruppe The Trammps.

## Musikvideo
Das Musikvideo zu Hate It or Love It wurde von The Saline Project gedreht. Es blickt zurück auf die harte Kindheit von 50 Cent in New York City und The Game in Compton, die von Gewalt und Kriminalität geprägt war. Als Jugendliche werden sie dabei von Zachary Williams und Tequan Richmond gespielt. In einer Szene nehmen Polizisten sie beim Sprühen eines N.W.A-Graffitos fest. Während des Refrains werden beide jeweils in der Gegenwart gezeigt, wie sie mit dem Auto durch die Stadt fahren oder im Flugzeug fliegen. In der dritten Strophe zeigt sich The Game glücklich zusammen mit seiner Mutter, der er ein Auto schenkt. Des Weiteren sind Rapper von The Games Label The Black Wall Street Records sowie die G-Unit-Mitglieder Tony Yayo und Lloyd Banks im Video zu sehen.

## Single

### Covergestaltung
Das Singlecover zeigt The Game, der vor einem Lowrider steht und mit den Händen jeweils ein W-Zeichen für Westcoast zeigt. Links oben im Bild befinden sich die Schriftzüge The Game und Hate It or Love It Feat. 50 Cent in Rot bzw. Schwarz vor blauem Himmel.

### Titelliste
1. Hate It or Love It – 3:26
2. Higher (live) – 3:56
3. Hate It or Love It (Instrumental) – 4:04
4. Hate It or Love It (Video) – 3:26

### Chartplatzierungen
Hate It or Love It stieg am 30. Mai 2005 auf Platz 14 in die deutschen Charts ein und konnte sich insgesamt 13 Wochen in den Top 100 halten. In den deutschen Jahrescharts 2005 belegte die Single Rang 80. Noch erfolgreicher war der Song u. a. in den Vereinigten Staaten, im Vereinigten Königreich, in Neuseeland und der Niederlande, wo er jeweils die Top 5 erreichte.
| ChartsChartplatzierungen       | Höchstplatzierung | Wochen |
| ------------------------------ | ----------------- | ------ |
| Deutschland (GfK)              | 14 (13 Wo.)       | 13     |
| Österreich (Ö3)                | 23 (14 Wo.)       | 14     |
| Schweiz (IFPI)                 | 12 (32 Wo.)       | 32     |
| Vereinigte Staaten (Billboard) | 2 (23 Wo.)        | 23     |
| Vereinigtes Königreich (OCC)   | 4 (24 Wo.)        | 24     |

| ChartsJahrescharts (2005)      | Platzierung |
| ------------------------------ | ----------- |
| Deutschland (GfK)              | 80          |
| Schweiz (IFPI)                 | 97          |
| Vereinigte Staaten (Billboard) | 24          |
| Vereinigtes Königreich (OCC)   | 49          |

### Auszeichnungen für Musikverkäufe
Hate It or Love It wurde im Jahr 2023 für mehr als eine Million Verkäufe in den Vereinigten Staaten mit einer Platin-Schallplatte ausgezeichnet. Im Vereinigten Königreich erhielt der Song 2025 für über 1,8 Millionen verkaufte Einheiten eine dreifache Platin-Schallplatte. Zudem wurde es 2023 in Deutschland für mehr als 300.000 Verkäufe mit einer Platin-Schallplatte ausgezeichnet.
| Land/Region                  | Auszeichnungen für Musikverkäufe (Land/Region, Auszeichnung, Verkäufe) | Verkäufe  |
| ---------------------------- | ---------------------------------------------------------------------- | --------- |
| Australien (ARIA)            | 3× Platin                                                              | 210.000   |
| Dänemark (IFPI)              | Platin                                                                 | 90.000    |
| Deutschland (BVMI)           | Platin                                                                 | 300.000   |
| Griechenland (IFPI)          | Platin                                                                 | 20.000    |
| Italien (FIMI)               | Platin                                                                 | 100.000   |
| Neuseeland (RMNZ)            | 6× Platin                                                              | 180.000   |
| Spanien (Promusicae)         | Gold                                                                   | 30.000    |
| Vereinigte Staaten (RIAA)    | Platin                                                                 | 1.000.000 |
| Vereinigtes Königreich (BPI) | 3× Platin                                                              | 1.800.000 |
| Insgesamt                    | 1× Gold · 17× Platin ·                                                 | 3.730.000 |

Hauptartikel: 50 Cent/Auszeichnungen für Musikverkäufe
Bei den Grammy Awards 2006 wurde Hate It or Love It in den Kategorien Best Rap Song und Best Rap Performance by a Duo or Group nominiert, unterlag jedoch Diamonds from Sierra Leone von Kanye West bzw. Don’t Phunk with My Heart von The Black Eyed Peas.

## Remix
Ebenfalls 2005 erschien ein G Unit Remix des Songs, an dem auch die Rapper Lloyd Banks, Tony Yayo und Young Buck beteiligt sind, als Bonustrack auf der Special Edition von 50 Cents Studioalbum The Massacre.